# Erich Ludendorff
Erich Friedrich Wilhelm Ludendorff (9 tháng 4 năm 1865 – 20 tháng 12 năm 1937) là một tướng lĩnh và chiến lược gia quân sự quan trọng của Đế quốc Đức. Ông được xem là nhà lãnh đạo tiêu biểu nhất của Đức trong Chiến tranh thế giới thứ nhất (1914 - 1918), trở thành vị anh hùng chiến tranh của nước Đức thời đó. Ngoài ra, ông cũng là cộng sự ban đầu của lãnh đạo Đảng Quốc xã Adolf Hitler.
Do khả năng của ông, vào năm 1894 ông được tiến cử vào Bộ Tổng Tham mưu Đức. Song, do mâu thuẫn với phe cánh chính trị đối lập trong Quốc hội, Ludendorff bị loại khỏi Bộ Tổng Tham mưu và trở thành người chỉ huy một Lữ đoàn Bộ binh ở biên giới Đức - Pháp. Nhưng khi Chiến tranh thế giới thứ nhất bùng nổ vào tháng 8 năm 1914, ông trở thành Tham mưu trưởng của Tập đoàn quân số 2. Trong trận Liège, ông chỉ huy binh lính rệu rã của Đức tấn công và giành thắng lợi, buộc quân đội Bỉ đầu hàng. Chiến tích đầu tiên này đã khiến ông trở thành vị anh hùng chiến tranh đầu tiên của nước Đức. Khi quân đội Nga hoàng xâm lược vùng Đông Phổ, Bộ Tổng Tham mưu Đức cử tướng Paul von Hindenburg làm chỉ huy Tập đoàn quân số 8, Ludendorff trở thành Tham mưu trưởng của Hindenburg. Những kế hoạch bài bản của hai người đẵ mang lại cho quân đội của Đức hoàng những chiến thắng rực rỡ trong trận Tannenberg và trận hồ Masuren lần thứ nhất, đánh bật quân Nga khỏi Đông Phổ. Đại thắng ở Tannenberg và Masuren khiến ông được thăng lên quân hàm Trung tướng.
Sự hợp tác Ludendorff - Hindenburg được người dân Đức tán dương, và vào năm 1916, do thất bại của Đức trong trận Verdun, Đức hoàng đã sa thải Tổng Tham mưu trưởng Erich von Falkenhayn và phong Thống chế Hindenburg làm Tổng Tham mưu trưởng, Ludendorff trở thành Thượng tướng Bộ binh, Phó tổng tham mưu trưởng thứ nhất. Ông thực hiện Kế hoạch Hindenburg, tăng cường phòng vệ quân đội Đức. Sau khi Nga bị loại khỏi vòng chiến, ông áp đặt những điều khoản khắt khe với Nga trong Hòa ước Brest-Litovsk vào tháng 3 năm 1918. Mùa xuân năm ấy, ông cũng phát động cuộc Tổng tấn công Mùa xuân 1918 nhằm đánh bại khối Hiệp ước trước khi Lực lượng Viễn chinh Mỹ đổ bộ đông đảo vào Pháp. Quân Đức giành được nhiều thắng lợi chiến thuật vang dội gây tổn thất lớn cho phe Hiệp ước, (điển hình như Chiến dịch Blücher) nhưng không thể đạt được một thắng lợi chiến lược nào. Quân số của Mỹ tại Pháp gia tăng, và thất bại của quân đội Đức trong trận sông Marne lần thứ hai dẫn tới sự xoay chuyển của cục diện chiến tranh. Ludendorff tuyệt vọng, và cảm thấy thất bại đã đến khi quân đội Khối Thịnh vượng chung Anh chọc thủng phòng tuyến quân đội của Đức hoàng trong trận Amiens. Khi ông đổi ý rằng cứ quyết tâm đẩy Đức vào vòng chiến, Đức hoàng buộc ông phải từ chức. Nhiều cuốn sách đã ca ngợi Ludendorff như một thiên tài quân sự, nhưng theo tác giả người Mỹ David T. Zabecki còn xa mới lên đến cấp độ này.
Sau chiến tranh, ông xuất ngoại nhưng về nước vào năm 1919. Ông căm phẫn nền Cộng hòa Weimar và tố cáo các lực lượng "thù địch" như người Do Thái, chủ nghĩa Cộng sản,... đã gây ra thất bại cho Đế quốc Đức qua việc "đâm sau lưng" nước nhà. Ông trở thành một nhân vật mang tư tưởng cực hữu, nồng nhiệt tinh thần chủ nghĩa dân tộc và còn tham gia bất thành trong vụ đảo chính nhà hàng bia với Adolf Hitler vào năm 1923. Đảng Quốc xã trở nên tôn vinh ông, và ông bước vào Reichstag (Quốc hội) trong năm 1924 (cho đến năm 1928). Nhưng ông càng thêm cựu hữu, căm ghét Hitler và cả các chiến hữu của ông thời chiến (như Hindenburg). Vào năm 1935, ông viết tác phẩm Der Totale Krieg ("Cuộc chiến tranh tổng lực") thể hiện lập trường của ông là chính trị phải phụng sự cho chiến tranh. Tác phẩm Một Dân tộc trong Chiến tranh (1936) khắc họa rõ quan điểm chính trị và quân phiệt của ông. Ông qua đời tại Bayern vào năm 1937, ít lâu trước khi từ chối thụ phong làm Thống chế; chỉ có số ít người khóc thương cho ông.